# Von den guten Werken

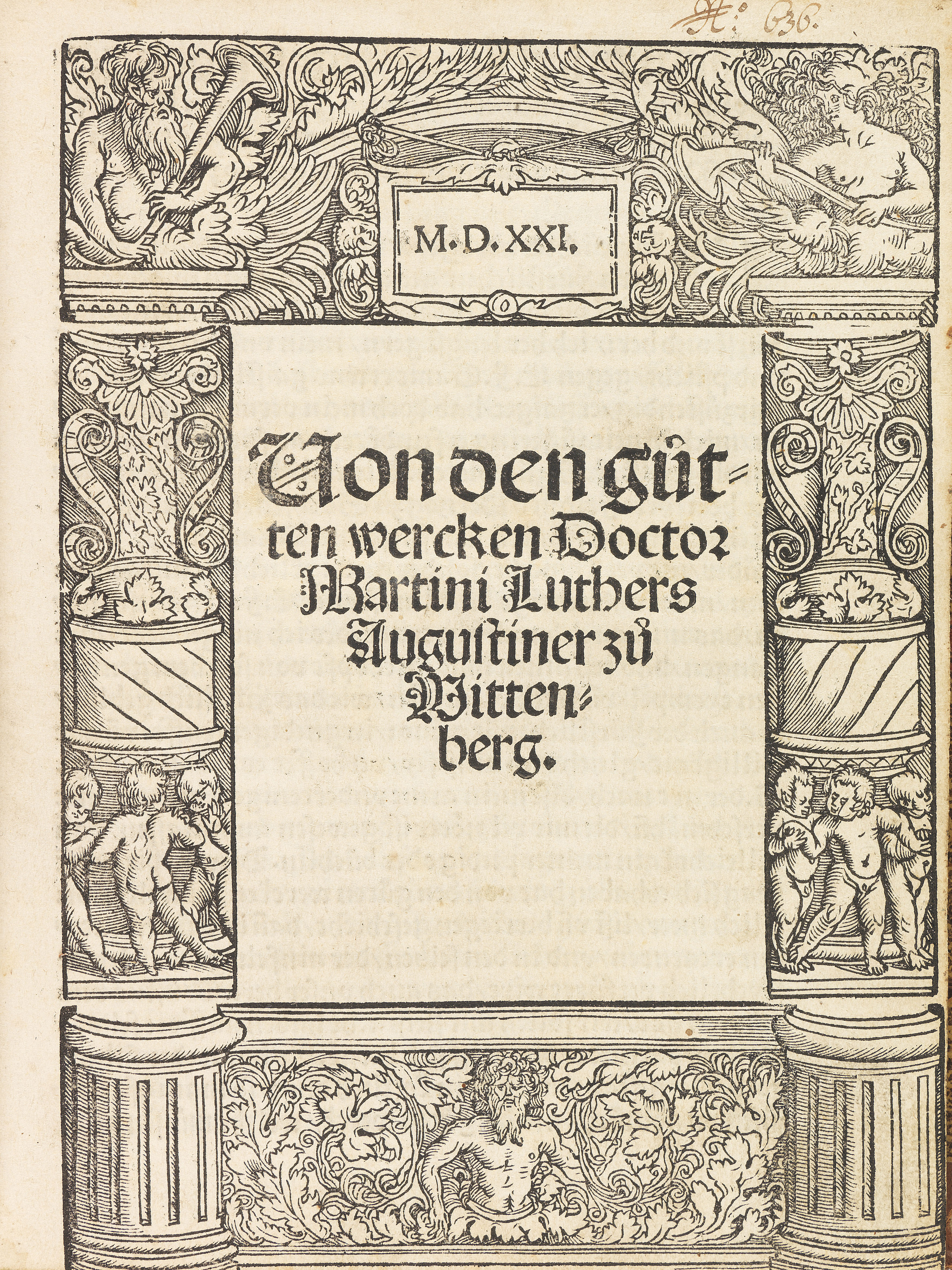
Titelblatt des Augsburger Drucks von 1521, Holzschnitt von Hans Weiditz

Von den guten Werken (Von den guten werckenn) ist eine Schrift Martin Luthers, verfasst in frühneuhochdeutscher Sprache im Jahr 1520. Sie enthält eine Grundlegung reformatorischer Ethik.

## Entstehung und Adressaten
Luther sah sich der Kritik ausgesetzt, dass seine Rechtfertigungslehre einen sittlichen Niedergang zur Folge hätte. Das ethische Handeln musste neu aus dem Glauben begründet werden. Georg Spalatin war beeindruckt von einer Predigt (Sermon) Luthers über das Thema Glaube und Werke und schlug vor, den Text für eine Veröffentlichung auszuarbeiten. Luther kam mit der Abfassung gut voran; am 25. März 1520 schrieb er an Spalatin: „Wenn es so fortschreitet, wird es wohl mein allerbestes Buch.“
Gewidmet ist das Buch Herzog Johann dem Beständigen, dem Bruder und Nachfolger von Luthers Landesherrn Friedrich dem Weisen. Herzog Johann wird angesprochen als Inbegriff eines christlichen Laien. Laien sind Luthers Zielgruppe, deshalb ist die Schrift in der Volkssprache verfasst. Durch die Widmung verband Luther die neu konzipierte evangelische Ethik mit der politischen Kraft, die die Reformation durchsetzen konnte.
Anfang Juni 1520 erschien Von den guten Werken bei Melchior Lotter in Wittenberg und wurde unverzüglich in Augsburg, Nürnberg, Hagenau, Basel und Halberstadt nachgedruckt. Schon 1521 erschien unter dem Titel De bonis operibus liber eine lateinische Übersetzung (gedruckt durch Johann Gronenberg, mit Vorrede Melanchthons), die ebenfalls vielfach nachgedruckt wurde. Übersetzungen in andere Sprachen mitgerechnet, erlebte die Schrift bis in die 1530er Jahre 23 Neudrucke.

## Inhalt
Gute Werke werden von Luther definiert als von Gott gebotene Handlungen. Das erste und grundlegende gute Werk sei der Glaube an Jesus Christus. Dieser Glaube sei die Erfüllung des ersten der Zehn Gebote, und daraus leiteten sich alle weiteren guten Werke ab. Weil Gott der Glaube gefalle, aus dem diese Werke geschehen, sei unwichtig, ob die Werke groß oder geringfügig, schwer oder leicht seien. Der Unterschied zwischen profanem und kultischem Handeln wird hinfällig. Auch Alltagshandeln wie Essen und Trinken oder die Arbeit in einem mehr oder auch minder angesehenen Beruf (Bauer, Handwerker) kann in diesem Sinn Gottesdienst sein. Dagegen erklärt Luther religiöse Handlungen, wie Wallfahrten, Fasten und Beten für nichtig, wenn sie sich nicht auf den Glauben gründen.
Der Text ist als Predigt über die Zehn Gebote konzipiert. Luther fasste die ersten drei Gebote zu einem „Ring“ zusammen; sie bildeten eine Einheit. Das vierte Gebot der Elternehrung wird breit entfaltet und erhält eine Sonderstellung. Wo die Bibel von Eltern spricht, seien auch kirchliche, staatliche und berufliche Autoritäten gemeint. Damit sanktionierte Luther, nach Martin Honecker, eine patriarchalische Gesellschaftsordnung. Die restlichen Gebote werden von Luther verinnerlicht ausgelegt, ebenso wie später im Großen und Kleinen Katechismus. Totschlag, Diebstahl oder Ehebruch sind nicht nur als Taten verboten, sondern auch schon als böse Regungen und Wünsche.
Luther unterscheidet vier Kategorien von Menschen:
1. Gläubige, die freiwillig das Gute tun und kein Gesetz brauchen;
2. Faule Christen, die die Freiheit als Vorwand nutzen; sie müssen mit dem Gesetz angetrieben, ermahnt und belehrt werden;
3. Böse, die von der politischen Obrigkeit durch Gesetze und Strafen in Schach gehalten werden müssen;
4. Naive, kindliche Menschen, die durch kirchliche Zeremonien zum guten Handeln motiviert werden können, bis sie zu einem erwachsenen Glauben gelangen.[7]

Diese verschiedenartigen Menschen leben in einem Gemeinwesen zusammen; die Ethik muss dem Rechnung tragen. Nach Svend Andersen ist hier Luthers Ansatzpunkt für die später ausformulierte Lehre vom usus civilis legis: „Die Welt lässt sich nicht, so Luther, mit dem Evangelium regieren, weil sie von Menschen der dritten Kategorie geprägt ist. Wo es den Glauben nicht gibt, … ist es notwendig, dass das Gesetz mit einer Forderung nach äußerer Einhaltung geltend gemacht wird.“

## Ausgaben (Auswahl)
- Von den guten werckenn D. M. L. WA Band 6, S. 202–276
- Von den guten Werken. In: Martin Luther: Deutsch-Deutsche Studienausgabe. Band 1: Glaube und Leben. Evangelische Verlagsanstalt, Leipzig 2012. ISBN 978-3-374-02880-1. S. 101–254.
- Martin Luther: Aufbruch der Reformation. Schriften I. Verlag der Weltreligionen, Berlin 2014, S. 18–109.
- Albrecht Beutel, Uta Wiggermann (Hrsg.): Luther. Reformatorische Hauptschriften des Jahres 1520 (= Studienreihe Luther Band 12). Luther-Verlag, Bielefeld 2017.
- Peter Zimmerling (Hrsg.): Von den guten Werken. Vandenhoeck & Ruprecht, Göttingen 2022, ISBN 978-3-525-63067-9.